# Ialtris parishi
Ialtris parishi — вид змій родини полозових (Colubridae). Мешкає в Гаїті і Домініканської Республіки.

## Поширення і екологія
Ialtris parishi мешкають на острові Гаїті та на сусідньому острові Тортуга. Вони живуть в тропічних лісах. Ведуть наземний спосіб життя, відкладають яйця.

## Збереження
МСОП класифікує цей вид як такий, що перебуває на межі зникнення. Ialtris parishi загрожує знищення природного середовища та хижацтво з боку інтродукованих мангустів. Можливо, вид вимер на острові Гаїті.